# Амфиліна
Амфиліна (Amphilina) — рід паразитичних плоских червів класу цестоди (Cestoda).

## Опис
З овальним, що складається з одного сегмента тілом, без чітко диференційованої голови, з невеликою присоскою на передньому кінці. A. foliacea
паразитує в стерляді, A. japonica, — в
прісноводних рибах Японії.

## Класифікація
- Рід Amphilina Wagener, 1858
  - Amphilina foliacea (Rudolphi, 1819)
  - Amphilina japonica Goto & Ishii, 1936